# Wong Peng Soon
Wong Peng Soon (1918 - 22 de mayo de 1996) fue un jugador de bádminton nacido en Singapur, reinó como un jugador superior en Singapur desde la década de 1930 a la década de 1950.

## Carrera deportiva
Él ganó el título de singles siete veces en Singapur y ocho veces en Malasia.
En 1950, se convirtió en el jugador de un país asiático en ganar todos los campeonatos de Inglaterra-, los ganó en 1951, 1952 y 1955, lo que le dio una reputación internacional y el sobrenombre de "Gran Wong". Asimismo, se elevó a la victoria como un miembro del equipo de la Thomas Cup en 1948-1949 y 1952, y para la que fue capitán del equipo en 1955.

## Otros logros
Sus aportaciones al deporte fueron reconocidas cuando Singapur se hizo miembro del Imperio Británico. En 1962, hizo historia como el primer deportista, hasta la fecha, en la adjudicación del Sijil Kemuliaan (Certificado de Honor) por el Gobierno de Singapur.
Tres años después de su muerte en 1996, a la edad de 78 años, debido a una neumonía , la Federación Internacional de Bádminton le empujó en su Salón de la Fama en mayo de 1999. Entonces presidente de la IBF, HR Ward, comentó que "Wong fue uno de los más notables jugadores" y "ha mejorado el deporte a través de logros excepcionales".

## Curiosidades
- Él provenía de una familia de nueve hermanos y siete hermanas.

- Él enseñó al rey tailandés cómo jugar al bádminton

- Su tío era Fook Wong Ah, que era un buen amigo del Sultán Abu Bakar y construyó el Istana Johor Bahru para él.